# RedeTV! Mais
RedeTV! Mais é uma emissora de televisão brasileira sediada em Umuarama, cidade do estado do Paraná. Opera no canal 32 (33 UHF digital), e é afiliada à RedeTV!, pertencendo à Rede Caiuá de Comunicação.

## História

### TV Amizade (2005-2010)
A emissora foi inaugurada em março de 2005, como TV Amizade. Inicialmente era exibida apenas a programação da TVE Paraná, mas, após um tempo, passou a exibir eventos que ocorriam na cidade, como shows e jogos de futsal.
O narrador e apresentador esportivo Geraldo Tápia apresentou o programa Esporte Show, um dos primeiros programas da emissora. No dia 4 de julho de 2005, entrou no ar o programa Tatu na TV, apresentado pelo comunicador policial Tatu. Inicialmente o programa era exibido ao meio-dia e meia, e atualmente se passa ao meio-dia. A emissora também já contou com o Noroeste TV, um telejornal de segunda à sexta exibido as 19:30h. O programa saiu do ar em 2008.

### TV Caiuá (2010-2020)
Em 2010, foi lançada a TV Caiuá substituindo a TV Amizade, que teve que sair do ar por conta das diversas irregularidades denunciadas desde 2008. Quando iniciou as atividades em março, inicialmente só repetia apenas toda programação da TV Paraná Educativa, na qual o único programa local era um telejornal voltado apenas na cidade de Umuarama, o Programa do Tatu, mas que também trazia um bom humor carismático o programa acabou conquistando o público local.

### RedeTV! Mais (2020-presente)
Em 3 de julho de 2020, a emissora passa a se chamar RedeTV! Sul, deixando a TV Paraná Turismo e tornando-se a afiliada à RedeTV!. Em 6 de julho, o sinal da emissora chegou a cidade de Santarém, Pará, através de uma concessão pertencente aos empresários Francisco Liberato Povoa Neto e Francisco de Assis Gomes no canal 43 UHF digital, e a partir daí, passou a expandir seu sinal em alguns pontos do país. Em 17 de agosto, seu sinal chegou a Uberlândia, Minas Gerais através do canal 15 UHF digital, substituindo a Rede Mundial.